# El milagro de los panes y los peces (Murillo, Sevilla)

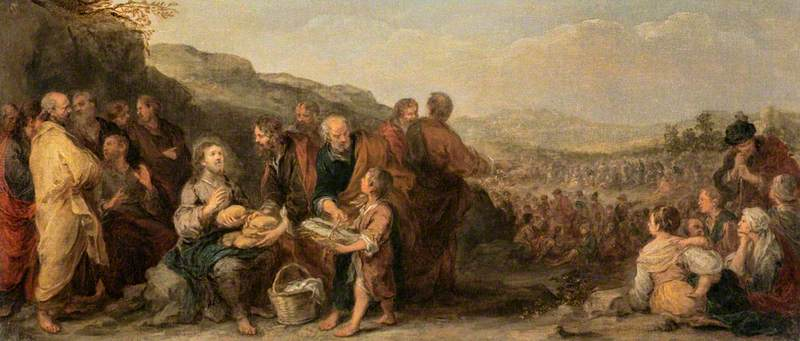
El milagro de los panes y los peces (c. 1667-1682), una obra de estudio de las galerías nacionales de Escocia para la pintura original en Sevilla

El milagro de los panes y los peces es un óleo sobre lienzo de 1669-1670 o 1670-1674 de Bartolomé Esteban Murillo, todavía en el Hospital de la Caridad de Sevilla para el que fue pintado originalmente,  aunque se realizó un estudio anterior. Ahora cuelga en Edimburgo. Fue restaurado en 2018. 